# 秋神温泉・氷点下の森
秋神温泉・氷点下の森（あきがみおんせん　ひょうてんかのもり）は、 岐阜県高山市朝日町の秋神温泉で毎年冬に行われるライトアップイベント。

## 概要
- 小林繁が氷点下16度近くまで凍てつく森で、冬枯れの木々に水を散布し、高山市胡桃島の秋神温泉で1971年1月に氷点下の森を誕生させた。
- 毎年1月 - 3月にライトアップされる。
- 毎年2月第2土曜日には、「氷祭り」が開催される。

## 略歴
- 昭和45年（1970年）：氷製作の準備を開始。
- 昭和46年（1971年）：名称を『氷の森』と発表。
- 昭和51年（1976年）：第1回雪山の祭り「第1回氷祭り」を開催。
- 昭和57年（1982年）：第7回氷点下の森氷祭りを開催[注釈 1]。
- 昭和58年（1983年）2月：大村崑より、小林繁が「氷の王様」と命名される。